# ليونيد كرافتشوك
كان ليونيد ماكاروفيتش كرافتشوك (بالأوكرانية: Леонід Макарович Кравчук) سياسيًا أوكرانيًا وأول رئيس لأوكرانيا شغل منصب الرئيس منذ 5 ديسمبر من عام 1991 حتى 19 يوليو من عام 1994. في عام 1992، وقع كرافتشوك معاهدة لشبونة الذي تعهد فيه بالتخلي عن الترسانة النووية لأوكرانيا. وكان أيضًا رئيس المجلس الأوكراني الأعلى ومفوض الشعب في أوكرانيا في فصيل الحزب الديمقراطي الاشتراكي الأوكراني.
بعد أزمة سياسية شملت الرئيس ورئيس الوزراء، تقدم كرافتشوك باستقالته من منصب الرئيس، إلا أنه ترشح ليكون رئيسًا لفترة ثانية في عام 1994. هزم كرافتشوك من رئيس الوزراء ليونيد كوتشما، الذي تولى منصب الرئاسة لفترتين آنذاك. بعد رئاسته، بقي كرافتشوك ناشطًا في السياسة الأوكرانية، وشغل منصبًا في فصيل مفوض الشعب في المجلس الأوكراني الأعلى ورئيس تجمع الحزب الديمقراطي الاشتراكي الأوكراني (الموحد) منذ عام 2002 حتى عام 2006.

## النشأة
ولد ليونيد كرافتشوك في 10 من شهر يناير من عام 1934 في قرية فيليكي زيتين لأسرة فلاحة من إثنية أوكرانية. في تلك الفترة كانت القرية جزءًا من بولندا (الجمهورية البولندية الثانية). وأصبحت جزءًا من الجمهورية الاشتراكية السوفيتية الأوكرانية بعد الغزو السوفيتي لبولندا في عام 1939 حين كان كرافتشوك طفلًا. خدم والده في الجيش البولندي خلال الثلاثينيات من القرن العشرين، ولاحقًا عمل هو وزوجته لأوسادنيك محليين (مستعمرين بولنديين). قتل والد كرافتشوك خلال الحرب العالمية الثانية على خطوط الجبهة.
تزوج كرافتشوك أستاذة الرياضيات، أنتونينا ميخايليفنا ميشورا، في عام 1957. وصفت السيدة الأولى للولايات المتحدة منذ عام 1989 حتى عام 1993، باربرا بوش (زوجة الرئيس ال 41 للولايات المتحدة الأمريكية جورج إتش دبليو بوش)، أنتونينا في مذكراتها: «كانت من أكثر النساء الشابات لطفًا، أستاذة رياضيات ليس لديها أي اهتمام بالسياسة».
ذهب كرافتشوك إلى مدرسة مهنية قبل دراسة الاقتصاد السياسي الماركسي في جامعة كييف. وتخرج في سن ال 24 وأصبح أستاذًا في الاقتصاد السياسي في تشيرنوفتسي، جنوب غرب أوكرانيا، قبل دخوله السياسة. انضم كرافتشوك إلى الحزب الشيوعي الأوكراني في عام 1958 وتدرج في مناصب الحزب وقسم الدعاية التابع له.
شارك كرافتشوك في برنامج قيادة الزائر الدولي، والذي كان برنامج تبادل مهني أشرفت عليه وزارة الخارجية الأمريكية.

## الرئاسة

### رئيس السوفيت الأعلى في الجمهورية الاشتراكية السوفيتية الأوكرانية
أصبح كرافتشوك عضوًا في مكتب الحزب الشيوعي الأوكراني في عام 1989، وفي 23 من شهر يوليو من عام 1990 أصبح رئيس السوفيت الأعلى في الجمهورية الاشتراكية السوفيتية الأوكرانية، ليكون أول رئيس اسمي للدولة. في 24 من شهر أكتوبر من عام 1990، أطيح باحتكار السلطة من قبل الحزب الشيوعي الأوكراني، وبذلك أصبح كرافتشوك لا الرئيس الاسمي للجمهورية فحسب، بل أيضًا الرئيس الفعلي لها أيضًا.
بعد محاولة الانقلاب السوفيتية بين 19 و21 أغسطس من عام 1991، تقدم كرافتشوك، الذي لم يقدم الدعم لمحاولة الإطاحة برئيس الاتحاد السوفيتي ميخائيل غورياتشيف من الحكم، باستقالته من الحزب الشيوعي. وبعد أن أقر المجلس الأوكراني الأعلى قانون إعلان استقلال أوكرانيا في 24 أغسطس، عدل الدستور لإنشاء منصب رئيس أوكرانيا. قبل التصويت على إعلان استقلال أوكرانيا لعب كرافتشوك دورًا رئيسيًا في إقناع الغالبية الشيوعية في البرلمان بقبول مطالب المعارضة بنيل أوكرانيا استقلالها. قال مشاركون في محادثات بيلوفيجا أن كرافتشوك رفض أي جهود للإبقاء على الاتحاد السوفيتي إلى جانب الإصلاحات.
في أعقاب قانون إعلان الاستقلال أوكلت صلاحيات رئاسية إلى كرافتشوك، ليصبح بذلك الرئيس القانوني ورئيس الأمر الواقع للدولة. في وقت لاحق من تلك السنة، في 5 من شهر ديسمبر من عام 1991، انتخبه الناخبون بصورة رسمية رئيسًا في أول انتخابات رئاسية شهدتها أوكرانيا. في اليوم نفسه، صوت الناخبون بأغلبية ساحقة لمصلحة الانفصال عن الاتحاد السوفيتي، وهي خطوة أيدها كرافتشوك عندئذ بالكامل. جعل هذا من كرافتشوك أول رئيس دولة لأوكرانيا المستقلة.

### رئيس أوكرانيا
في 25 فبراير من عام 1992، أقر كرافتشوك، بصفته رئيسًا لأوكرانيا، المرسوم الرئاسي 98\92 حول التغييرات في نظام الهيئات المركزية للسلطة التنفيذية في أوكرانيا.
في 6 مايو من عام 1992، التقى كرافتشوك جورج إتش دبليو بوش في الولايات المتحدة ووقع اتفاقية تنص على التخلص التام من جميع الأسلحة التكتيكية النووية من الأراضي الأوكرانية بحلول 1 يونيو، مقابل حصول أوكرانيا على حد ائتماني تبلغ قيمته 110 مليون دولار لشراء السلع الأمريكية. وأفضى ذلك إلى توقيع مذكرة بودابست للضمانات الأمنية. وقعت تلك الوثيقة في 5 من شهر ديسمبر من عام 1994 خلال قمة منظمة الأمن والتعاون في أوروبا في بودابيست. خلال تلك القمة، تخلت أوكرانيا، التي كانت قوة نووية في تلك الآونة، طواعية عن أسلحتها النووية مقابل الحصول على ضمانات أمنية.
حقق كرافتشوك السيادة الرسمية للبلاد وعززها. واتخذ موقفًا مؤيدًا للأوروبيين، وطور علاقات مع الغرب ووقع على اتفاق تعاون مع الاتحاد الأوروبي. كانت إدارة كرافتشوك تمر بمرحلة حرجة لا تحتمل الأخطاء بين تصعيد التوترات الروسية الأوكرانية وسياسة التعاون مع موسكو.
رفض كرافتشوك الإبقاء على قوات مسلحة وعملة مشتركتين داخل رابطة الدول المستقلة. في 2 يوليو من عام 1993، وافق البرلمان الأوكراني على البيان، «تؤيد أوكرانيا إقامة نظام دولي شامل لأمن أوروبي عام وشامل لكل أوروبا ويعتبر المشاركة [في تلك المسألة] عنصرًا أساسيًا في أمنها الوطني».
رحبت أوكرانيا تحت حكم كرافتشوك بفكرة توسيع حلف شمال الأطلسي. بصفته رئيسًا، لم يعارض كرافتشوك قط توسيع الحلف أو إمكانية عضوية مستقبلية لأوكرانيا في حلف شمال الأطلسي. وانعكس ذلك في ازدرائه للتعاون العسكري مع منظمات الأوراسية، مثل منظمة معاهدة الأمن الجماعي، مقابل تأييده منظمات الأمن الأوروبي. وقال إن «أفضل ضمان لأمن أوكرانيا سيكون نيلها عضوية في حلف شمال الأطلسي». وكرر دعمه لعضوية فورية لأوكرانيا في حلف الأطلسي في عام 1994.
اختلفت روسيا مع أوكرانيا حول عدد من القضايا، من بينها كيفية تقسيم أسطول البحرية السوفيتي في البحر الأسود. في شهر مايو من عام 1992، صوت السوفيت الأعلى في روسيا لإعلان منح الحكومة السوفيتية في عام 1954 للقرم إلى أوكرانيا عملًا غير قانوني. عارضت أوكرانيا هذا القرار. ولم تحسم مسألة حضور أسطول البحر الأسود في سيفاستوبول والقرم باتفاقية تأجير ل 20 عامًا حتى عام 1997، أي بعد 3 أعوام من مغادرة كرافتشوك لمنصبه.
في ظل رئاسة كرافتشوك، شهد اقتصاد أوكرانيا تدهورًا مع ارتفاع نسبة الفساد المرتبط بخصخصة الصناعة في العهد السوفيتي. وتسببت مشكلات اقتصاد أوكرانيا بانخفاض في شعبية كرافتشوك السياسية، الأمر الذي أثار صراعًا حكوميًا داخليًا. ووصل التوتر السياسي إلى درجة أن رئيس الوزراء في تلك الآونة، خريف العام 1993، ليونيد كوتشما تقدم باستقالته. بحلول العام 1994، خلال أقل من 3 سنوات من رئاسة كرافتشوك، كان الناتج المحلي الإجمالي قد انخفض بنسبة 40٪.
ترشح كرافتشوك لفترة رئاسية ثانية في عام 1994، إلا أنه هزم من رئيس وزرائه الأسبق ليونيد كوتشما، ونسبت خسارته إلى تفشي استغلال النفوذ والاقتصاد المتدهور.

## ما بعد الرئاسة
بعد فترة قصيرة من هزيمته في عام 1994، انضم كرافتشوك إلى الحزب الديمقراطي الاشتراكي الأوكراني (الموحد). وشغل منصب عضو في المجلس الأوكراني الأعلى منذ عام 1994 حتى الانتخابات البرلمانية الأوكرانية لعام 2006.
في شهر فبراير من عام 2003، اتهم أوليكساندر موروز، زعيم الحزب الاشتراكي الأوكراني، كرافتشوك و300 من المسؤولين الحكوميين رفيعي المستوى بأنهم كانوا أعضاء في الماسونية.
خلال الانتخابات الرئاسية لعام 2004 دعم كرافتشوك بصورة فاعلة ترشح فيكتور يانوكوفيتش، وكان عضوًا في فريق يانوكوفيتش الذي فاوض المعارضة في الفترة التي تلت الانتخابات المتنازع عليها. في شهر نوفمبر من عام 2004 أخبر كرافتشوك وسائل الإعلام أنه كان يخشى أن تتسبب الأزمة الناتجة بتفكك البلاد، الأمر الذي عزز حركات تطالب بأقاليم معينة من أوكرانيا على الانضمام إلى بلدان أخرى.
في 25 من شهر سبتمبر 2009، أعلن كرافتشوك في مقابلة مع صحيفة دين أنه خرج من الحزب الاشتراكي الديمقراطي الأوكراني وأنه بات من جديد غير مرتبط بأي حزب. وشرح أن ذلك كان يستند إلى حقيقة أن حزبه الأسبق قرر الانضمام إلى تكتل قوى اليسار ويسار الوسط للترشح للانتخابات الرئاسية لعام 2010. وكان سخطه عائدًا إلى حقيقة أن المجلس السياسي للحزب قرر تنفيذ ذلك خلف أبواب مغلقة في ظل نظام غير ديمقراطي. ووصف التكتل «بأنه الاتحاد المصطنع الذي لا يمتلك أي منظور». دعم كرافتشوك يوليا تيموشينكو خلال حملة الانتخابات الرئاسية لعام 2010.

## روابط خارجية
- ليونيد كرافتشوك على موقع IMDb (الإنجليزية)
- ليونيد كرافتشوك على موقع الموسوعة البريطانية (الإنجليزية)
- ليونيد كرافتشوك على موقع مونزينجر (الألمانية)